# Воля-Карчевська
Воля-Карчевська (пол. Wola Karczewska) — село в Польщі, у гміні Вйонзовна Отвоцького повіту Мазовецького воєводства.
Населення — 309 осіб (2011).
У 1975-1998 роках село належало до Варшавського воєводства.

## Демографія
Демографічна структура станом на 31 березня 2011 року:
|          | Загалом | Допрацездатний вік | Працездатний вік | Постпрацездатний вік |
| -------- | ------- | ------------------ | ---------------- | -------------------- |
| Чоловіки | 147     | 36                 | 94               | 17                   |
| Жінки    | 162     | 32                 | 94               | 36                   |
| Разом    | 309     | 68                 | 188              | 53                   |